# بريجانزي
بريجانزي (بالإيطالية: Breganze)‏ هي مدينة في مقاطعة فشنزة بمنطقة فنيتة، شمال إيطاليا.